# Andreas Rippert
Andreas Rippert (* 1958) ist ein deutscher Beamter und seit 1995 Leiter des Kampfmittelräumdienstes der Freien Hansestadt Bremen.
Nachdem Rippert zunächst bei den Minentauchern der Bundeswehr gedient hatte, begann er 1985 seinen Dienst beim Kampfmittelräumdienst des Landes Hamburg. Am 1. April 1995 wurde er Leiter des Kampfmittelräumdienstes beim Bremer Polizeipräsidium. Während seiner Dienstzeit wurden 7.700 Bomben, 5.900 Granaten und mehr als 5.500 Kilogramm Munition entschärft beziehungsweise vernichtet.
Am 4. März 2008 wurde ihm durch den Bremer Bürgermeister Jens Böhrnsen im Namen des Bundespräsidenten das Bundesverdienstkreuz am Bande verliehen.